# Siebolds Fächer-Ahorn
Siebolds Fächer-Ahorn (Acer sieboldianum) ist eine Pflanzenart aus der Gattung der Ahorne (Acer) in der Familie der Seifenbaumgewächse (Sapindaceae). Das natürliche Verbreitungsgebiet liegt in Japan.

## Beschreibung

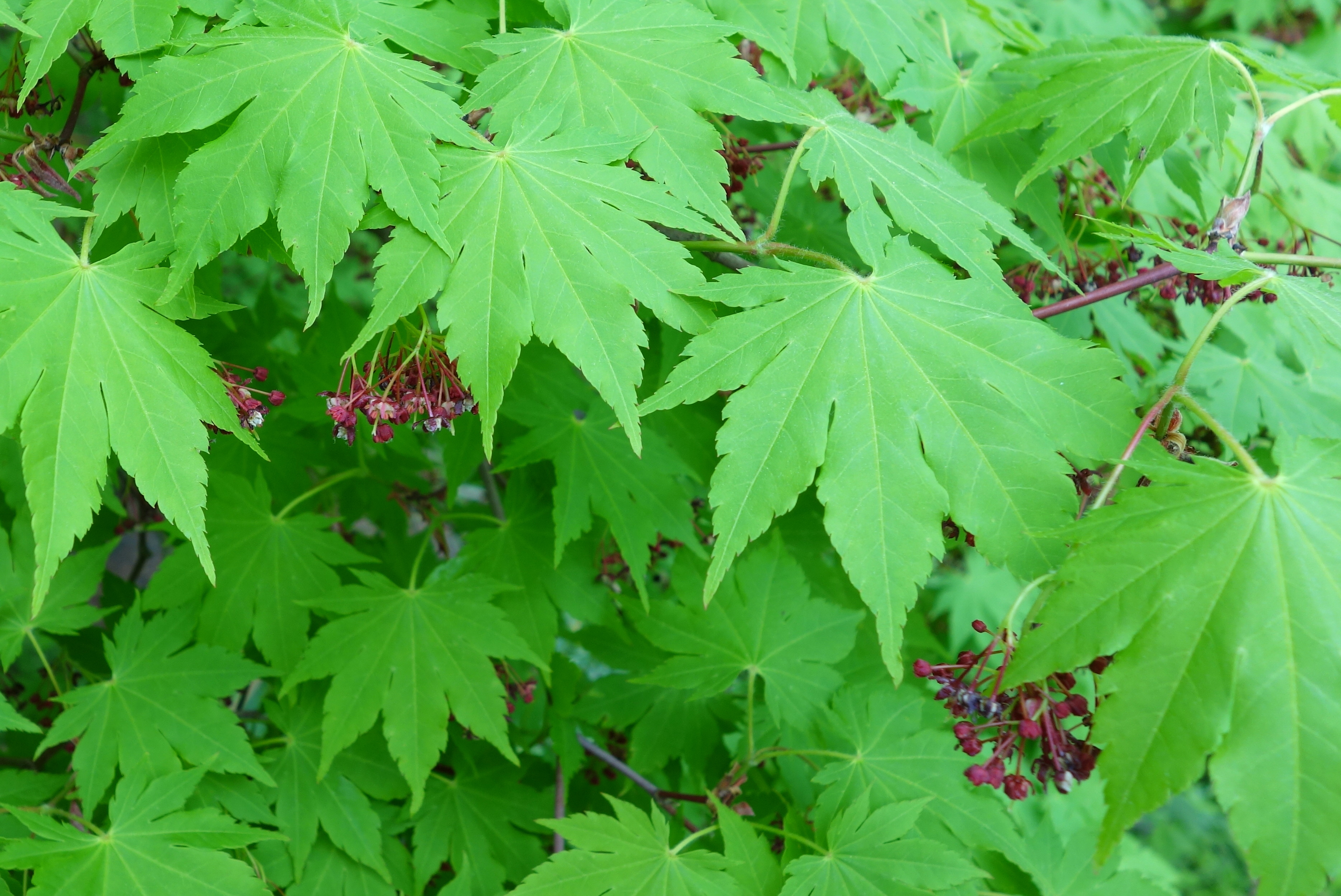
Laubblätter

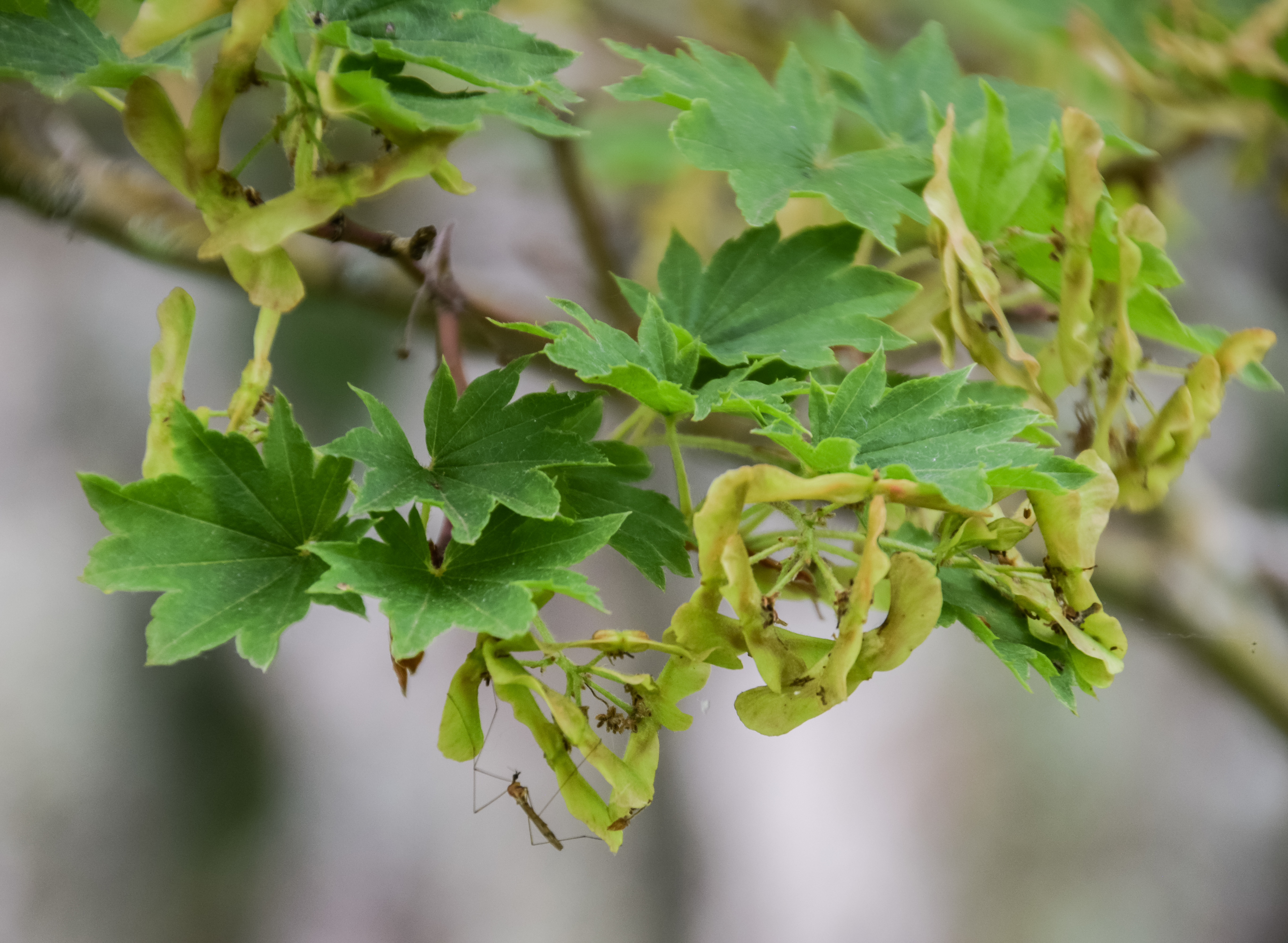
Zweig mit Laubblättern und jungen Früchten

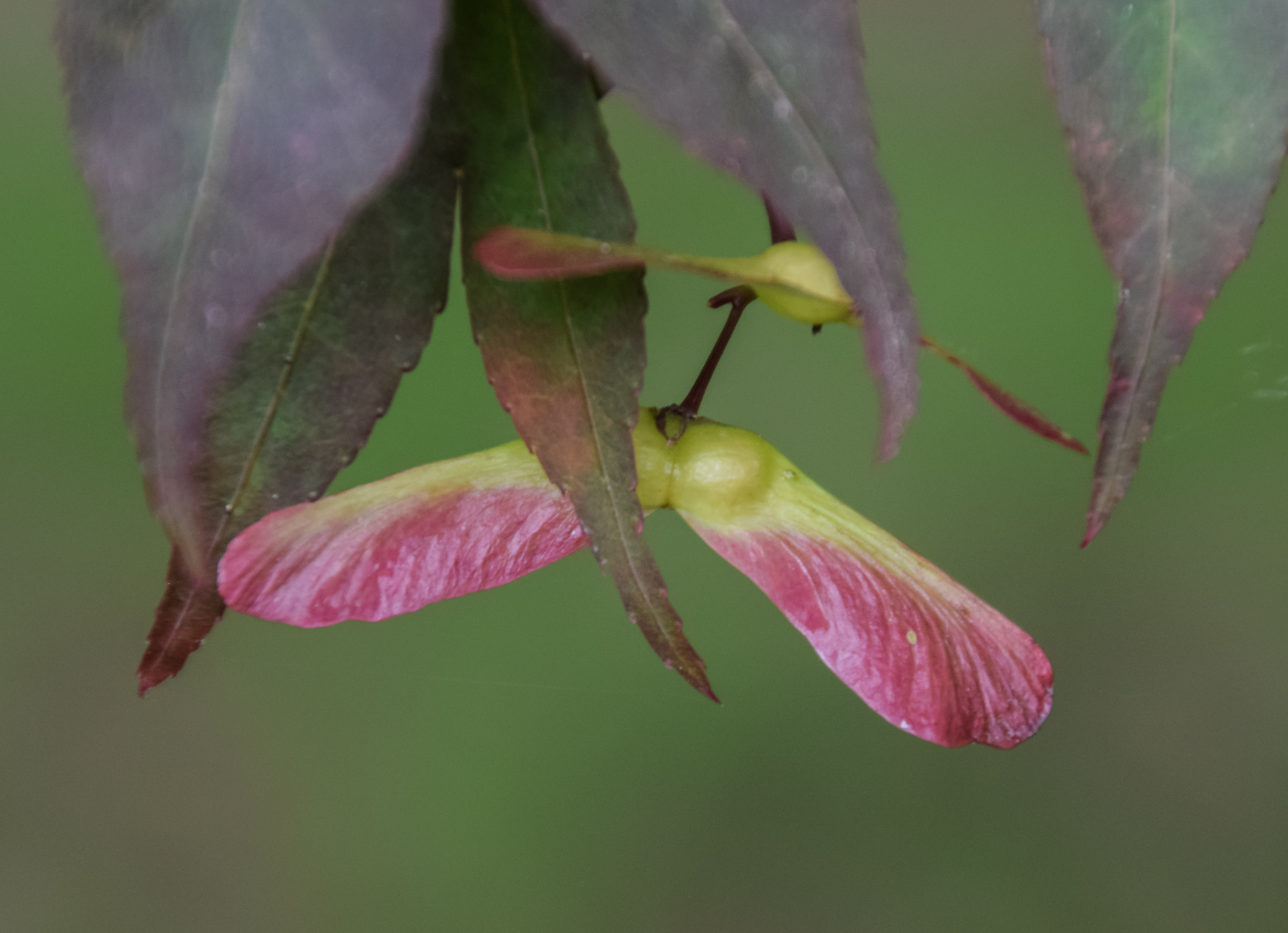
Jüngere Frucht

### Vegetative Merkmale
Siebolds Fächer-Ahorn ist ein sommergrüner, laubabwerfender, aufrechter, mit Wuchshöhen von bis zu 10 Metern, kleiner Baum oder großer Strauch. Die Rinde der dünnen Zweige ist dicht weißlich behaart und später oft verkahlend.
Die gegenständig an den Zweigen angeordneten Laubblätter sind in Blattstiel und -spreite gegliedert. Der rinnige Blattstiel ist 2,5 bis 5 Zentimeter lang, anfangs weich behaart und später oft kahl. Die leicht ledrige Blattspreite ist bei einer Breite von 2 bis 10 Zentimetern im Umriss rundlich mit herzförmiger bis fast gestutzter Spreitenbasis und sieben- bis elflappig. Die Blattspreite ist gelappt bis gespalten. Die Blattlappen sind eiförmig mit spitzem bis zugespitztem oberen Ende. Der Blattrand ist spitzig doppelt gesägt. Die Blattnerven sind auf der Blattunterseite behaart. Die Oberseite ist mattgrün und kahl, die Unterseite ist heller und grau-grün sowie auf den Adern behaart. Der Stiel- bzw. Aderansatz ist ober- und unterseits behaart. Die Laubblätter färben sich im Herbst kupferrot bis glänzend dunkelrot.

### Generative Merkmale
Acer sieboldianum ist einhäusig monözisch. Die Blütezeit liegt im Mai, in Japan im April bis Juni. Einige Blüten sind in einem kurzen, behaarten und schirmrispigen Blütenstand angeordnet. Der behaarte Blütenstandsstiel ist relativ lang. Die Blüten erscheinen mit oder nach den Blättern.
Die kleine, weiß- oder gelblich-rötliche, gestielte, funktionell eingeschlechtliche und fünfzählige Blüte ist radiärsymmetrisch mit doppelter Blütenhülle. Der Fruchtknoten mit relativ langem Griffel und der rötliche Kelch sind außen behaart. Die fein behaarten Blütenstiele sind teils rötlich. Die Kronblätter sind kürzer als die Kelchblätter. Es sind bei den männlichen Blüten acht Staubblätter und ein oft zu einem Haarbüschel reduzierter Pistillode ausgebildet. Bei den weiblichen Blüten sind Staminodien mit Antheroden vorhanden. Es ist jeweils ein Diskus vorhanden.
Die zweiteilige und geflügelte Spaltfrucht ist 1,5 bis 2 Zentimeter lang. Die Nüsschen sind kahl bis schwach behaart. Die Flügel der einsamigen Teilfrüchte sind stumpfwinkelig bis fast waagrecht gespreizt. Jüngere Früchte sind purpurfarben.

## Vorkommen
Acer sieboldianum kommt nur auf den Inseln Hokkaidō, Kyushu, Honshū sowie Shikoku vor. Acer sieboldianum wächst in kühlfeuchten Wäldern auf mäßig nährstoffreichen, frischen bis feuchten, durchlässigen, sauren bis neutralen, sandig-humosen oder kiesig-humosen Böden an sonnigen bis lichtschattigen Standorten. Diese Art ist meist frosthart meidet jedoch kalkhaltige Untergründe.

## Systematik
Die Erstbeschreibung von Acer sieboldianum erfolgte 1865 durch Friedrich Anton Wilhelm Miquel in den Annales Musei Botanici Lugduno-Batavi. Amsterdam, 2, S. 87.
Die Art Acer sieboldianum gehört zur Serie Palmata aus der Sektion Palmata in der Gattung Acer. 

## Verwendung
Siebolds Fächer-Ahorn wird selten wegen ihrer außergewöhnlichen Herbstfärbung als Ziergehölz verwendet.